# Helga Seidler
Helga Seidler (dekliški priimek Fischer), nemška atletinja, * 5. avgust 1949, Oberneuschönberg, Vzhodna Nemčija.
Nastopila je na olimpijskih igrah leta 1972 in tam osvojila naslov olimpijske prvakinje v štafeti 4×400 m in četrto mesto v teku na 400 m. V obeh disciplinah je osvojila tudi naslova evropske prvakinje leta 1971. V letih 1971 in 1972 je z vzhodnonemško reprezentanco štirikrat postavila svetovni rekord v štafeti 4 x 400 m, tudi ob olimpijski zmagi.